# Stellagama stellio
Stellagama stellio es una especie de iguanios de la familia Agamidae, la única de su género.

## Distribución geográfica
Se distribuye por el norte de Egipto (Sinaí), norte de Arabia Saudita, Jordania, Palestina, Israel, Líbano, Siria, noroeste de Irak, Chipre, Turquía y Grecia.

## Subespecies
Se reconocen las siguientes según The Reptile Database:
- Stellagama stellio brachydactyla (Haas, 1951)
- Stellagama stellio cypriaca (Daan, 1967)
- Stellagama stellio daani (Beutler & Frör, 1980)
- Stellagama stellio picea (Parker, 1935)
- Stellagama stellio salehi (Werner, 2006)
- Stellagama stellio stellio (Linnaeus, 1758)
- Stellagama stellio vulgaris (Sonnini & Latreille, 1802)